# Страхувальна система (обв'язка)

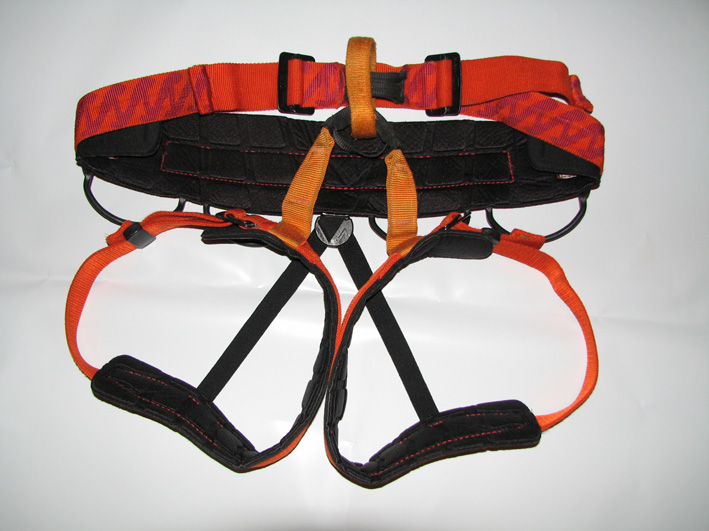
Комбінована страхувальна система

Страхувальна система — елемент скелелазного і альпіністського спорядження, який спортсмен одягає на себе, і до якого за допомогою  вузла «вісімка» або карабіна кріпиться  мотузка.
Страхувальна система служить для розподілу зусилля при ривку мотузки внаслідок зриву (падіння) на велику площу і запобігання травмуванню спортсмена. Індивідуальні страхувальні системи, що використовуються в альпінізмі,  гірському туризмі і  скелелазінні, повинні відповідати вимогам  UIAA.

## Види страхувальних систем

### Верхня система («грудна обв'язка»)

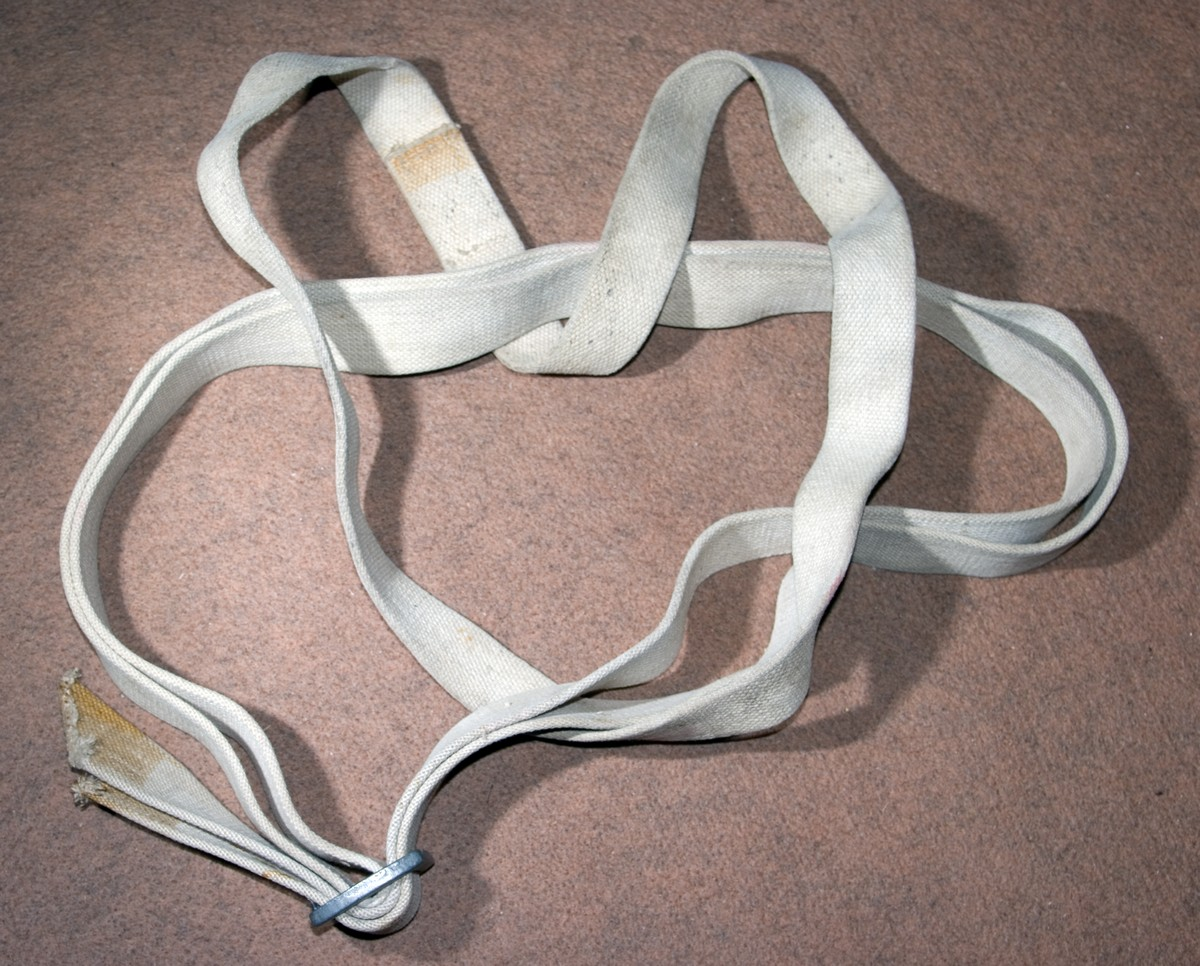
Пояс Абалакова

Верхня система (також звана грудною обв'язкою) складається з широкого силового ременя, що охоплює грудну клітку спортсмена, і двох бретелей, що фіксують положення системи на плечах. Одним із перших варіантів грудної обв'язки є альпіністський пояс (пояс  Абалакова), який також міг використовуватися як нижня система («альтанка»).

При застосуванні без нижньої системи небезпечна при серйозних зривах або тривалому вільному зависанні, оскільки здавлює грудну клітку і може призвести до удушення. В даний час з міркувань безпеки верхня система окремо не застосовується, використовується тільки зблокованою з нижньою системою.

### Нижня система («поясна обв'язка»)
Нижня система складається із з'єднаних між собою пояса і нижніх обхватів. Нижня система може бути з регулюванням ножних обхватів або без регулювання ножних обхватів. Саме нижня система є найпопулярнішим серед скелелазів видом страхувальних систем.

### Повна система (комбінована)
Повна система складається з пояса, ножних і плечових обхватів. Повна система може бути роздільною, тобто складатися з грудної обв'язки і альтанки, з'єднаних між собою блокуванням.
Повна система рідко використовується в скелелазінні унаслідок меншого комфорту в порівнянні з нижньою страхувальною системою, а також більшою масою системи, однак вона більш безпечна, тому що повністю виключає випадання скелелаза з обв'язки при перевертанні вниз головою і різкому ривку. Повна система щорічно використовується як обов'язкова на етапі Кубка світу у м. Валь Даон (Італія).
У спортивному  гірському туризмі і альпінізмі використання повної системи є основним елементом безпеки при роботі з мотузкою, і в більшості випадків обов'язкове. Це пов'язано з тим, що спортсмен пересувається по складному рельєфу з рюкзаком, і однією тільки грудної обв'язки або альтанки недостатньо для забезпечення безпеки при зриві.

## Основні елементи страхувальної системи

### Пряжка

Пряжка страхувальної системи із зворотним ходом

На системах можуть бути встановлені пряжки різних конструкцій. Їх можна розділити на пряжки вимагають зворотний хід ременя і такі, що не потребують його.

### Кільце
Кільце — ключовий елемент страхувальної системи, що зв'язує пояс з ножними обхватами. Для додаткової страховки зв'язуючий пояс з ножними обхватами так само ще скріплюють додатковою мотузкою.

### Петельки з боків системи («балкони»)
З боків пояса альтанки часто вшиті невеликі петельки (також їх називають «балконами» або «поличками»). Вони призначені для розвішування спорядження, як правило, набору відтяжок, закладок, френдів. Скелелаз при проходженні траси послідовно знімає з обв'язки відтяжки, заклацує їх у шлямбури і вклацує в відтяжки свою  мотузку. Ці петельки не можна використовувати як вантажні, як правило, вони витримують не більше 5-10 кг.

## Ресурси Інтернету
- Вікісховище має мультимедійні дані за темою: Страхувальна система (обв'язка)
- (англ.) Animatedknots.com — як зв'язати нижню обв'язку зі стропи [Архівовано 7 червня 2011 у Wayback Machine.]

## Виноски
1. 1 2 3 4  http://www.westra.ru/articles/equip/iss.htmlКороткий%5Bнедоступне+посилання%5D посібник щодо використання індивідуальної страхувальної системи
2. ↑  Леонид Петренко. Красноярская Мадонна. Абалаков Виталий Михайлович (1906-1986) (рос.). Архів оригіналу за 5 квітня 2012. Процитовано 25 листопада 2009. {{cite web}}: Cite має пусті невідомі параметри: |description= та |datepublished= (довідка) [Архівовано 2012-06-30 у Wayback Machine.]
3. ↑  
В.Н. Дублянский, В.В. Илюхин. Путешествия под землёй (рос.). Комиссия спелеологии и карстоведения Московского центра Русского географического общества. Архів оригіналу за 5 квітня 2012. Процитовано 25 листопада 2009. {{cite web}}: Cite має пусті невідомі параметри: |description= та |datepublished= (довідка)